# Castello di Rastignac
Il castello di Rastignac (in francese: château de Rastignac) è una residenza nobiliare eretta tra il 1811 e il 1817 su progetto dell'architetto Mathurin Salat, detto Blanchard. Situato a La Bachellerie in Dordogna, visibile dall'Autoroute A89, è noto per la forte somiglianza, specialmente nel portico, con la più o meno coeva Casa Bianca di Washington. Il castello e il parco circostante sono classificati monumento storico di Francia. 

## Storia
Esistono tracce di un antico castello chiamato Hospitium de Rastinhaco che dev'essere esistito già nel 1483. Nel 1572 tale castello fu incendiato in seguito alla condanna dei proprietari, Raymond Chapt de Rastignac e i suoi due fratelli, da parte del tribunale straordinario dei Grands jours di Périgueux. Nel XIX secolo, per iniziativa del capitano Pierre Chapt de Rastignac, fu eretta al suo posto la residenza moderna. 
Nel 1817 il castello fu conferito in dote da Zenaide Chapt de Rastignac a François Marie de La Rochefoucauld. Nel 1878 l'erede Pierre de La Rochefoucauld, figlio della coppia, lo vendette a un signor de Peyronny, che a sua volta lo trasmise al capitano di vascello Octave Lauwick e alla moglie di lui nel 1937. 
Il 30 marzo 1944 subì un incendio per mano delle truppe tedesche della Division Brehmer, nel corso di un'operazione di rappresaglia contro la Resistenza. I trentatré dipinti della galleria Bernheim-Jeune ivi nascosti dopo lo scoppio del conflitto (tra i quali dei Cézanne, Manet, Renoir, Toulouse-Lautrec, un Matisse e un van Gogh) sono scomparsi.
Nel 1952 la residenza fu restaurata dal capo architetto dei monumenti storici nazionali Yves-Marie Froidevaux. Dopo anni d'abbandono, spoliazioni e grave fatiscenza, nel 2000 fu riacquistato in comproprietà da privati olandesi e suddiviso in sette appartamenti, cinque dei quali nell'edificio e due nel giardino d'inverno.
Le facciate e il tetto del castello, le sue dipendenze e il parco sono classificati monumento storico di Francia dal 16 gennaio 1946, il vestibolo e la scalinata in pietra dal 15 giugno 1951.

## Somiglianza con la Casa Bianca

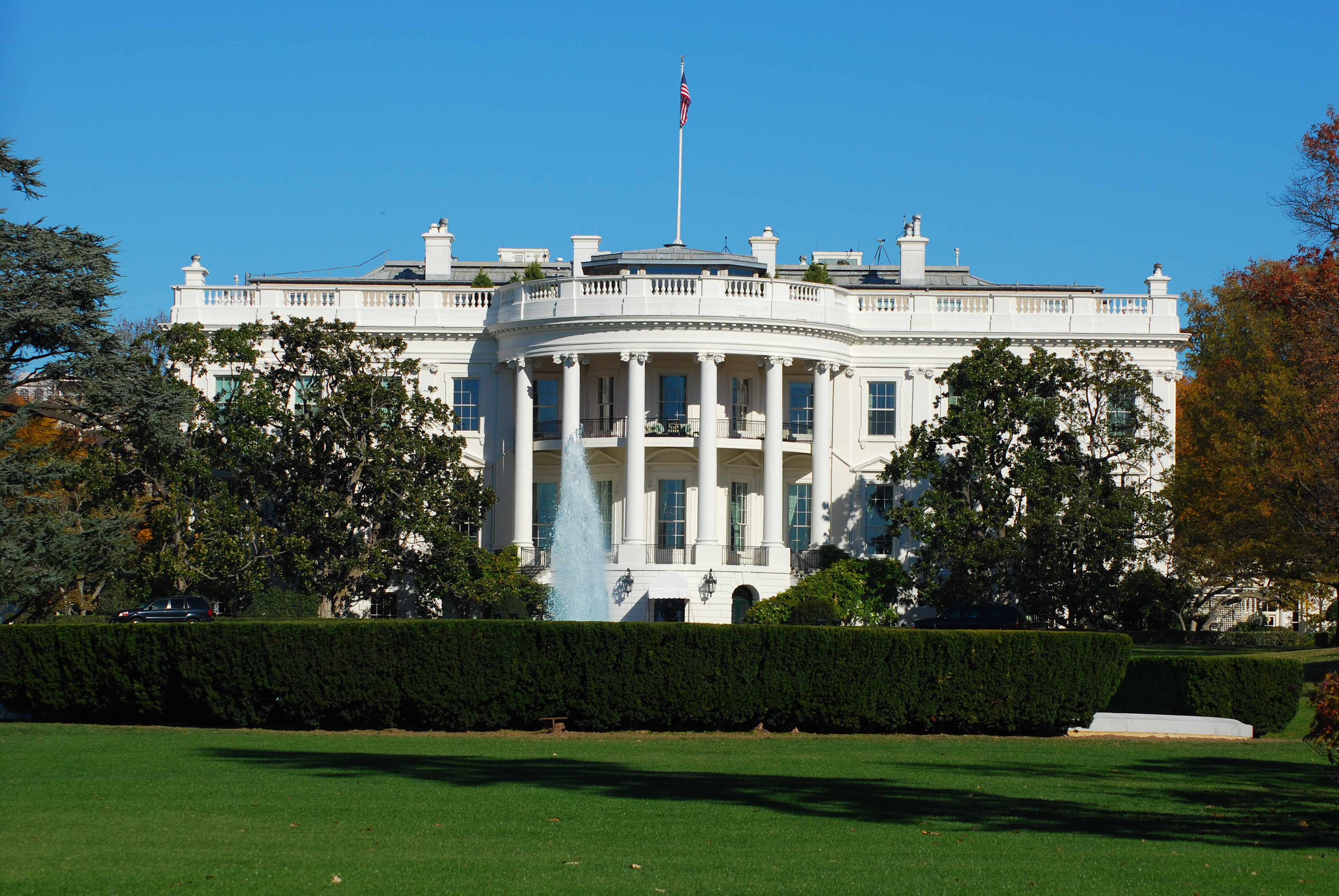
La Casa Bianca

L'edificio, di stile palladiano, possiede la peculiarità di richiamare molto fedelmente la facciata meridionale della Casa Bianca. Ciò ha posto la questione se le due facciate non siano l'una il modello dell'altra, e in particolare se il progetto della Casa Bianca non sia ispirato al castello di Rastignac. 
Alcuni storici ipotizzano una derivazione della Casa Bianca da un disegno di Charles-Louis Clérisseau, che fu amico di Thomas Jefferson durante il suo incarico di ambasciatore degli Stati Uniti a Parigi. Secondo altri fu invece Jefferson, che visitò la scuola d'architettura di Bordeaux nel 1789, a trarre ispirazione da un progetto per il castello in costruzione. La contrapposta ipotesi ritiene che sia invece il castello di Rastignac a ispirarsi ai progetti già alla base della Leinster House di Dublino e poi della Casa Bianca.
La cronistoria delle due edificazioni si intreccia e non offre una soluzione certa al quesito. Il progetto di ricostruzione del distrutto castello feudale fu concepito negli anni 1780, ma l'opera fu eretta solo tra il 1811 e il 1817 per l'interruzione della Rivoluzione francese che costrinse il marchese di Rastignac a riparare in Germania. La Casa Bianca, per contro, era in progetto già nel 1792, ma si completò del celebre portico solo nel 1824, dopo la distruzione subita nell'incendio di Washington.
In ogni caso, la forma del portico centrale convesso con colonnato che caratterizza entrambi gli edifici è un motivo presente nell'architettura neoclassica francese dell'epoca, nella vicina Bordeaux ma più ancora nella capitale, e una matrice comune potrebbe essere il distrutto Hôtel Thellusson, il lussuoso hôtel particulier parigino esistito tra il 1778 e il 1826 e considerato il capolavoro di Claude-Nicolas Ledoux.